# Promil
Výrobou doplňků stravy se Promil Nový Bydžov (Promil Sport Nutrition) zabývá od roku 1990. První koncentrát syrovátkových bílkovin WPC se však v Novém Bydžově poloprovozně vyráběl již od roku 1976 a používal se pro výživu československých vrcholových sportovců a olympioniků ve střediscích vrcholového sportu ČSTV. Promil Nový Bydžov byl prvním výrobcem koncentrátu syrovátkových bílkovin a výrobků na jeho bázi v Československu.
Doplňky stravy byly původně formulovány s cílem podpořit výkonnost špičkových sportovců. Praxe s jejich používáním přinesla mnoho cenných poznatků, které lze použít ve výživě sportovců všech výkonnostních kategorií a specializací. Zajištění dostatečného přísunu energie, bílkovin, vitamínů, minerálních látek a stopových prvků je nezbytným předpokladem pro úspěšné sportování. Běžnou stravou není možné tyto vyšší potřeby organismu zajistit a na doplnění potřebných látek jsou proto používány speciální doplňky stravy, které jsou pro tyto účely specificky sestaveny.

## Sacharido-proteinové přípravky (Gainery)
Gainery jsou koncipovány tak, aby při co největší koncentraci sacharidů (cca 60 až 75%) dodaly co nejvíce energie v tekutém stavu. Právě tekutá forma je rozhodující pro co nejrychlejší trávení a vstřebávání sacharidů. Největší důležitost má jejich použití po sportovním výkonu k doplnění zásob svalového glykogenu a tím k vytvoření podmínek k anabolickým procesům v organismu. Toto doplnění by mělo následovat bezprostředně po sportovním výkonu, kdy se vytváří tak zvané „anabolické okno“. To se po dvou hodinách po ukončení intenzivní pohybové aktivity „uzavírá“.[zdroj?]
Další využití gainerů je místo sacharidové snídaně, s dostatečným odstupem před sportovním výkonem (cca 1 hodina) v případě, že pociťuje nedostatek energie (špatná či nedostatečná strava během dne) a pro sportovce, kteří potřebují nutně nabrat, je vhodné použití i před spaním.

## Proteinové přípravky
Proteinové přípravky jsou přípravky v práškové formě s koncentrací bílkovin nad 50%. Jejich význam – vzhledem k nezastupitelné úloze bílkovin ve stravě – je ještě vyšší než u gainerů. Bez jejich použití se neobejde žádný sportovec, jehož výkon je alespoň do určité míry závislý na síle a množství svalové hmoty. U nich potřeba bílkovin dosahuje až 2,5 gramů na 1 kg tělesné váhy (ve výjimečných případech i více) a toto množství není možné v žádném případě uhradit přirozenými zdroji. Například 80 kg kulturista potřebuje přijmout denně zhruba 200 gramů čistých bílkovin, což je v přepočtu kolem 1 kg drůbežích prsou. Zkonzumovat takové množství je jistě problém i pro velkého jedlíka, proto představují proteinové koncentráty obrovské ulehčení i svojí pitnou formou z hlediska stravitelnosti. Dalším velkým problémem je i značně omezená stravitelnost většího množství bílkovin najednou – zde jednoznačně platí: častěji a méně. Jednorázová dávka 40 gramů čistých bílkovin představuje pro většinu sportovců maximum jejich enzymatické kapacity.
Proteinové koncentráty se vyrábějí z různých zdrojů: z vaječných bílků, kaseinu, ty lacinější ze sojových, či dokonce pšeničných bílkovin.
Proteinové koncentráty se zásadně nepoužívají před sportovním výkonem. Nejsou zdrojem energie a narušily by kvalitu výkonu.

## Historie firmy
V roce 2005 koupila pražská firma Alimpex food a.s. 100 % akcií zadluženého mlékárenského holdingu Promil . Původně měl Promil převzít francouzský mlékárenský gigant Lactalis, ke vstupu však nakonec nedošlo. V roce 2006 mlékárna v Novém Bydžově obnovila výrobu, její dceřiná společnost Krkonošské sýrárny v Jičíně mlékárenskou produkci ukončila.